# 凤临阁 (电视剧)
《凤临阁》，是2004年山西电影制片厂、中视传媒股份公司、北京禾邦影视文化发展公司联合摄制的电视剧，由贾一平、杨恭如、王刚、斯琴高娃主演，以大同凤临阁为背景，由传统戏曲《游龙戏凤》改编，讲述了明朝正德皇帝、李凤姐的传奇故事。本片2004年5月20日在南方电视台影视频道首播。

## 演員表
| 演員     | 角色     | 备注 |
| 贾一平   | 正德帝   |      |
| 杨恭如   | 李凤姐   |      |
| 斯琴高娃 | 太后     |      |
| 王刚     | 刘瑾     |      |
| 王玉宁   | 曹虎     |      |
| 陈实     | 柳开心   |      |
| 苗海忠   | 庞玉龙   |      |
| 刘勇     | 小虫儿   |      |
| 戴江     | 刘兰儿   |      |
| 程六一   | 李大贵   |      |
| 栾汝新   | 李东阳   |      |
| 李振起   | 曹一弓   |      |
| 赵亮     | 马老香   |      |
| 李全中   | 小王子   |      |
| 刘伟     | 小三子   |      |
| 郭育贵   | 岳知府   |      |
| 孙熔     | 青儿     |      |
| 魏彬     | 焦芳     |      |
| 王有官   | 杨玉     |      |
| 张晋     | 张承     |      |
| 赵越     | 莲儿     |      |
| 高胜军   | 洪八     |      |
| 田春虎   | 付总兵   |      |
| 郭青青   | 郑英     |      |
| 陈禹而   | 明珠公主 |      |
| 张建英   | 老鸨     |      |
| 孙晓燕   | 柳夫人   |      |

## 制作人员
- 出品人：张彬、孙辅智、李水合、杨文泉
- 制作人：王建秋、王举鸿、王硕卿、范兴超、冯薇
- 监制：来玉龙、庞建、康明训、胡大楚、李勇健、董育中、任凤霞、陈正明、杨晨光、唐莉莎、满秀彦、吴琰、林云、赵毅
- 总策划：邹玉义、邓兴亮、周益平、冯晨、黄翔、何涛、陈文东
- 策划：张润元、年德、栾兰、孙海波、牟继红
- 制片主任：陈立忠
- 导演：张彬、张强
- 副导演（助理）：杨阳、李亚芳、刘伟
- 编剧：路远、邓兴亮、王琛、张强
- 摄影：潘仁成、刘辉
- 剪辑：刘晓波、耿珊珊
- 道具：刘培旺、胡中民、朱俊春、田平全
- 艺术指导：张建伟、曾丽珍
- 美术设计：王伟、韩二平、赵明柱
- 造型设计：乔乔、邹爽、安娜、珊珊、沙沙、小冰、张鹏、白雪松、刘丽萍
- 服装设计：李继清、宁小光、车晓东、刘呈梅、高小燕、陈梅、庞玉梅
- 动作指导：于永刚
- 武术：李生、马留生、王永成、宋成明、石占全、杨春江
- 布景师：白学强、郭振兴、马立新、陈和良、叶建国、王喜、刘树兴、白金宇
- 灯光：李宝华、李新民、张志伟、祝人春、杨大林、王为前、曹世军、曹根立、曹志伟、赵洪宾
- 统筹：胡海鹰
- 场记：李兵超、王晓丽

## 外部連結
1. ↑  .   [2024-07-16]. （原始内容存档于2024-07-16）.

- 《凤临阁》将与观众见面 （页面存档备份，存于）
- 资料:电视剧《凤临阁》故事梗概